# Mancomunidad Municipal Valle Jequetepeque
La Mancomunidad Valle Jequetepeque es una agrupación administrativa de municipios en la provincia de Pacasmayo y Chepén, Perú.

## Municipios
Provincia de Pacasmayo :
- San Pedro de Lloc
- Guadalupe
- Pacasmayo
- San José
- Jequetepeque

Provincia de Chepèn :
- Chepén
- Pacanga
- Pueblo Nuevo